# Sonnenfinsternis vom 13. November 2012
Die totale Sonnenfinsternis vom 13. November 2012 fand weitgehend über dem Südpazifik statt. Außer vom Meer konnte die Totalität nur von Nordaustralien gesehen werden, partiell war die Finsternis neben dem Australischen Kontinent auch von Neuseeland, der Antarktis und im südlichsten Südamerika zu sehen.

## Verlauf
Der Kernschatten berührte die Erde erstmals östlich des Kakadu-Nationalparks im Norden Australiens. Nach Ortszeit war dort bereits der Morgen des 14. Novembers angebrochen. Der Finsterniskorridor wuchs auf eine Breite von 120 Kilometern an und überquerte Richtung Osten das Arnhemland. Die Finsternis fand hier direkt nach Sonnenaufgang statt, die Totalitätsdauer betrug 1 Minute und 30 Sekunden. Anschließend überquerte der Kernschatten den Golf von Carpentaria Richtung Ostsüdost und später die Kap-York-Halbinsel. An der Ostküste der Halbinsel war Cairns die größte Stadt innerhalb der Totalitätszone. Dort dauerte die Totalität 2 Minuten und 4 Sekunden.

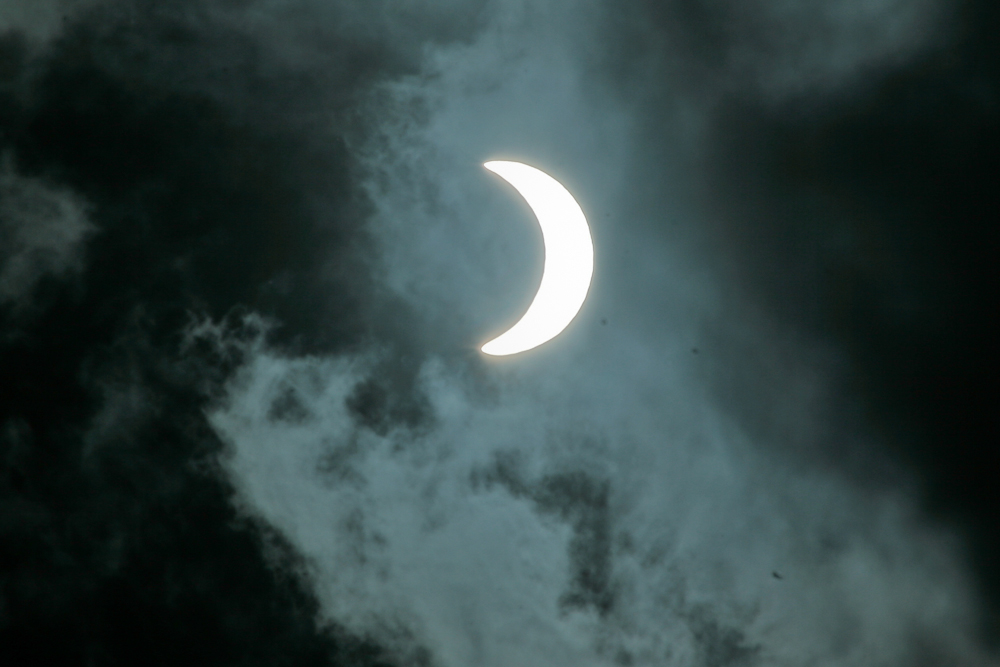
Partielle Phase der Finsternis in Tauranga, Neuseeland

Nun verließ der Kernschatten das Festland und überquerte zunächst das Great Barrier Reef. Südlich von Neukaledonien überquerte der Schattenpfad den südlichen Wendekreis und passierte das weiter südlich liegende Neuseeland in einer Entfernung von 500 Kilometern. Auf der Nordinsel Neuseelands waren über 80 Prozent der Sonnenscheibe verdeckt. Das Maximum und der ganze Rest der Finsternis fand über dem Südpazifik statt. Dabei überquerte der Kernschatten die Datumsgrenze, so dass der restliche Verlauf nach Ortszeit am 13. November stattfand und nicht – wie der ganze bisherige Verlauf – am 14. November. Kurz vor der südamerikanischen Westküste verließ der Kernschatten die Erdoberfläche. 